# Выборы в Верховный Совет СССР (1937)
Выборы депутатов в Верховный Совет СССР состоялись 12 декабря 1937 года, и являлись первыми парламентскими выборами в СССР, проведёнными на основе новой Конституции СССР 1936 года, согласно которой Съезд Советов СССР заменялся Верховным Советом СССР.

## Ключевые даты
- 17 октября 1937 — сформированы ОИК.
- 20 октября 1937 — начались предвыборные собрания на предприятиях.
- 26 октября 1937 — опубликованы избирательные участки.
- 27 октября 1937 — проходят предвыборные совещания на предприятиях. Каждое предприятие выдвигает какого-то кандидата. На окружных предвыборных собрания выдвигается несколько кандидатур.
- 28 октября 1937 — проведены предвыборные окружные совещания. В Петроградском округе выдвинуто 8 кандидатур, в Смольнинском округе — 6 кандидатур, в Фрунзенском округе — 5 кандидатур.
- 3 ноября 1937 — начинаются предвыборные собрания в регионах. Как правило, выдвигались несколько человек общесоюзного значения и один представитель местных[3].
- 7 ноября 1937 — часть кандидатов (в том числе члены Политбюро) отказалась от выдвижения по дополнительным округам[4].
- 9 ноября 1937 — ОИК зарегистрировала кандидатов.

## Ход выборов
Конституция СССР 1936 года предусматривала, что выборы будут проведены на альтернативной основе. Однако многие из тех, кто пытался баллотироваться в Совет в качестве альтернативных кандидатов, были арестованы НКВД; ряд кандидатов впоследствии отказался от участия. Кроме того, правоохранительные органы СССР провели массовые аресты накануне выборов.
В сентябре 1937 года, накануне начала процедуры выдвижения кандидатур, внутренний меморандум из центра в местные организации сообщал, что в СССР продолжали функционировать 300 000 «религиозных учреждений», в которых работали 600 000 человек.
Главной задачей местных органов власти являлось обеспечение максимально возможной явки, а также активная борьба с оппозиционными гражданами и недопущению ими срыва выборов, педантично стараясь соблюдать избирательное законодательство, жёстко пресекая любые формальные нарушения или акты неповиновения. Однако при этом, власть пыталась создать иллюзию демократичности и свободности выборов, из-за чего излишне активные партийные деятели подвергались чисткам и наказаниям, если те своими действиями бросали тень на эту иллюзию. Для привлечения же населения, а также создания положительного образа выборов, появилась традиция изображения выборов как праздника, впервые в избирательных пунктах появились детские комнаты, буфеты и пункты продажи сладостей или иных дефицитных товаров. В дни выборах, агитаторы ходили по домам и призывали голосовать. За неявившимися до обеда гражданами могли даже послать автомобиль.
Сами выборы проходили с актами неповиновения. Ход голосования находился под прямым надзором сил НКВД, а для голосования против всех иногда использовалась отдельная урна. Граждане портили плакаты, исковыривали стены, писали на них контрреволюционные надписи. Были случи поджёга избирательных участков. О лицах, которые призывали голосовать против блока коммунистов и беспартийных, собирали подробную информацию. О тех, кто не голосовал, сообщали руководству силовых структур с указанием причин, а агитаторы отдельно записывали каждого, кто отказывался от участия в выборах. При этом, любые попытки протолкнуть независимого кандидата рассматривались как катастрофа, и в эпоху Великого террора это приводило к тому, что подобные инициативы приводили к арестам, запугиванию, угрозам и даже насилию с целью обеспечения победы коммунистических сил любой ценой.
Выборы готовились заранее силами НКВД, и любое промедление, переносы собраний или иные замедления по подготовкам к выборам приводили к тому, что виновные часто обвинялись в саботаже, диверсионно-повстанческой деятельности или контрреволюцией. Особое внимание уделялось крестьянству и деревням, которые итак до этого были не очень лояльными советским властям, и в рамках подготовки идеализированных сталинских выборов, которые были по своей сути, демонстрацией миру и внутренним силам власти Сталина, легитимизации власти ВКП(б), данные события считались угрожающими и даже если подобные промедления были ненамеренными — карались крайне жестоко.

Сами избиратели, то и дело, высказывали негативное мнение о выборах. Особенно возмущение приобрело масштаб среди крестьянских общин, о чём активно сообщало НКВД в докладных записках:
Зачем вы закрываете нам глаза, большевики только хвастают, разукрашивают в газетах, а на самом деле этого нет, колхозники ходят нищие, голые, голодные, при старой власти крестьянам жилось лучше.
Выборы являются фиктивными, кого коммунисты захотят, того и проведут, как до, так и после выборов, положение населения не улучшится, те, кто будут участвовать в выборах, понесут кару.
Это не выборы, и мы не выбираем, за нас выбирают, мы только опускаем бюллетени
Выбирать правителей нас заставляют, но спрашивать у нас, как делать, чтобы лучше нам жилось, — не спрашивают. Выбирать не нужно, назначили бы кого им надо, и все
Тех, кого мы раньше избирали в Верховный Совет, уже арестовали как троцкистов, так что теперь тоже изберем таких, которые тоже окажутся троцкистами. Поэтому больше голосовать не надо

### Споры о толковании выборных процессов
По мнению исследователя сталинской эпохи Ю. Н. Жукова, в ходе подготовки новой Конституции И. В. Сталин предусматривал проведение альтернативных, тайных и прямых выборов, которые бы «ударили со всей силой по бюрократическим элементам и были для них полезной встряской», но партийная номенклатура была не готова конкурировать с внепартийными кандидатами и именно в качестве ответа на эту инициативу организовала «большой террор». В то же время эти утверждения Ю. Н. Жукова резко критиковались другими исследователями, такими как О. В. Хлевнюк, считающие, что «фантастические картины террора как результата противостояния Сталина-реформатора, стремившегося дать стране демократию, и своекорыстных партийных бюрократов-ортодоксов, всячески притеснявших вождя, основаны на многочисленных ошибках, сверхвольном обращении с источниками, а также игнорировании реальных фактов, не вписывающихся в придуманную картину».
В пользу мнения, что результаты предстоящих выборов по крайней мере не повсюду рассматривались номенклатурой как нечто само собой разумеещееся, говорит выступление руководителя Западно-Сибирского крайкома ВКП (б), позже организатора массовых репрессий в крае Р. И. Эйхе на мартовском пленуме крайкома 1937 года: «Центральное место в своем выступлении Эйхе посвятил предстоящим выборам на основе новой Конституции, выдвинув тезис о том, что партийно-советской номенклатуре сверху донизу предстоит «драться» за влияние на массы, навыки чего оказались утрачены, забюрократизированы, тогда как «враги», особенно священнослужители уже «активизировались», — указывает историк С. А. Красильников. — Эйхе привел в пример один из сельсоветов Змеиногорского района, где местный священник пришел к председателю и заявил, что после выборов по новой системе может оказаться на этом месте. «А председатель сельсовета ответил ему: „Пока ты доберешься до [места] председателя, я сумею тебя десять раз посадить“. Но в этом ответе есть очень много опасного, и эта опасность заключается в том, что товарищ думает, что при новых выборах он сумеет удержаться у власти», — отметил тогда Эйхе".

## Результаты
| Верховный совет I-го созыва           |                                       |                                       |                                                  |             |             |             |                       |                       |                       |
| Коалиция                              | Коалиция                              | Партия                                | Партия                                           | Совет Союза | Совет Союза | Совет Союза | Совет национальностей | Совет национальностей | Совет национальностей |
| Коалиция                              | Коалиция                              | Партия                                | Партия                                           | Голосов     | %           | Мест        | Голосов               | %                     | Мест                  |
|                                       | Блок коммунистов и беспартийных       |                                       | Всесоюзная коммунистическая партия (большевиков) | 89 844 271  | 99,30       | 461         | 89 063 169            | 99,37                 | 409                   |
|                                       | Блок коммунистов и беспартийных       | Беспартийные                          | 108                                              | 89 844 271  | 99,30       | 165         | 89 063 169            | 99,37                 |                       |
| Против всех                           | Против всех                           | Против всех                           | Против всех                                      | 632 074     | 0,70        | —           | 562 402               | 0,63                  | —                     |
|                                       |                                       |                                       |                                                  |             |             |             |                       |                       |                       |
| Действительных голосов                | Действительных голосов                | Действительных голосов                | Действительных голосов                           | 90 476 345  | 99,30       | —           | 89 625 571            | 98,37                 | —                     |
| Недействительных голосов              | Недействительных голосов              | Недействительных голосов              | Недействительных голосов                         | 636 808     | 0,70        | —           | 1 487 582             | 1,63                  | —                     |
| Всего                                 | Всего                                 | Всего                                 | Всего                                            | 91 113 153  | 100,00      | 569         | 91 113 153            | 100,00                | 574                   |
| Зарегистрированных избирателей / Явка | Зарегистрированных избирателей / Явка | Зарегистрированных избирателей / Явка | Зарегистрированных избирателей / Явка            | 94 138 159  | 94 138 159  | 94 138 159  | 99,79                 | 99,79                 | 99,79                 |

## Галерея

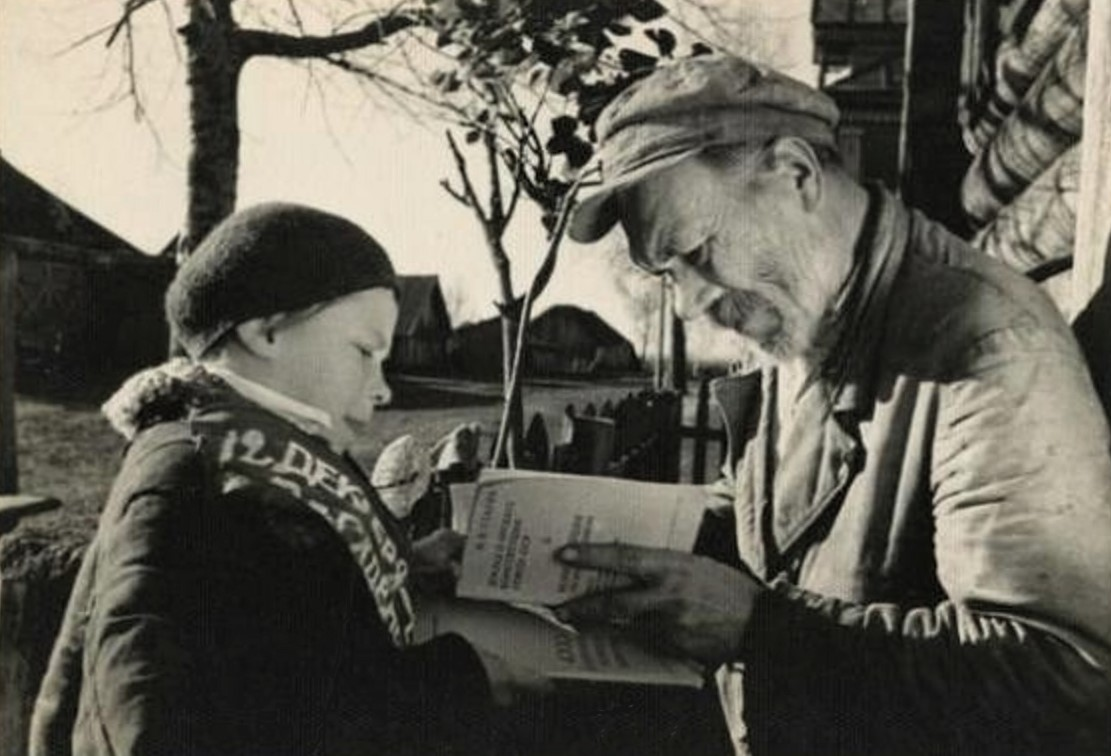
Работа агитатора в колхозе
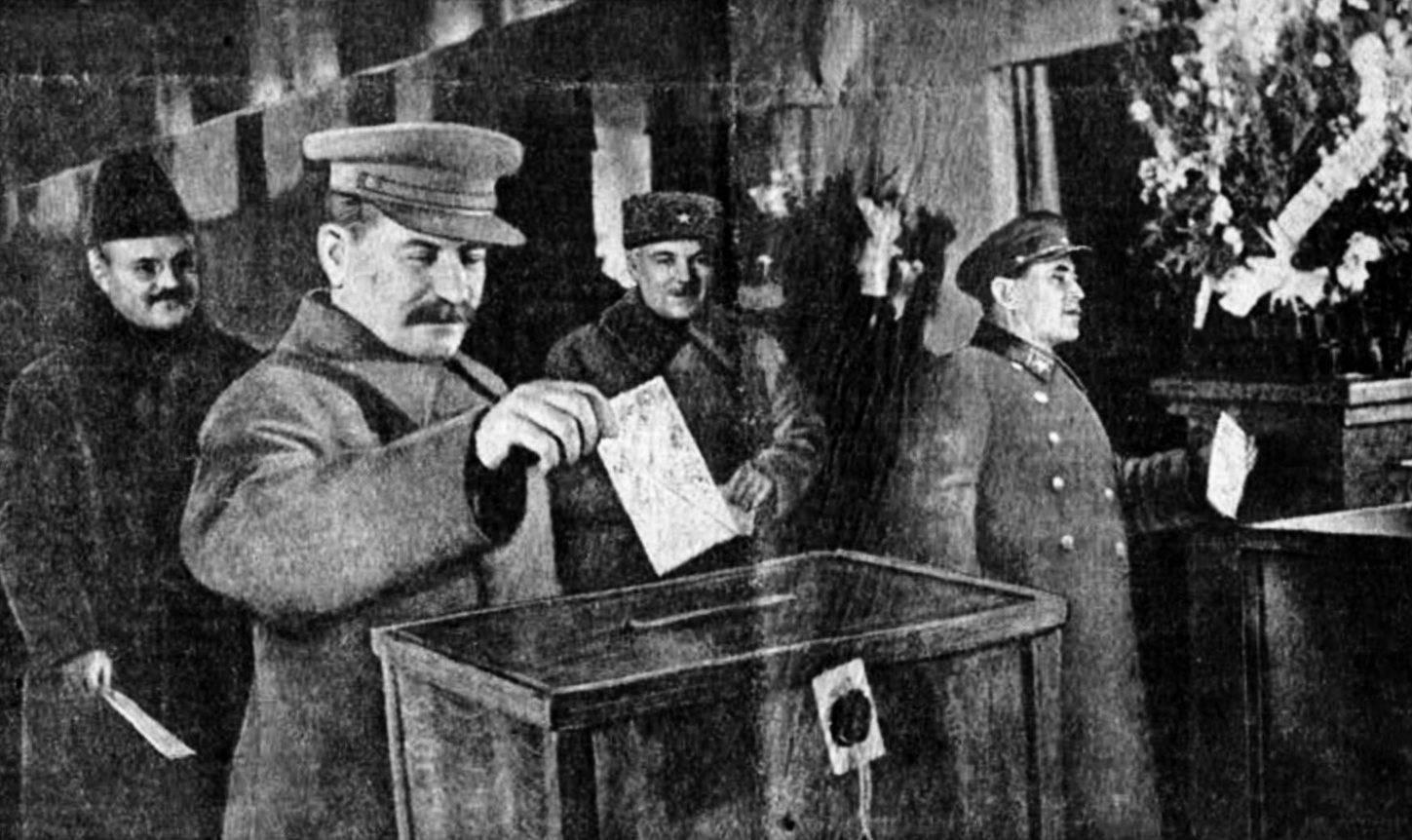
Сталин, Молотов, Ворошилов и Ежов голосуют на 58-м участке Ленинского избирательного округа гор. Москвы